# Norbiki nyelvjárás
A norbiki nyelvjárás (Norbiks) a germán nyelvcsaládba tartozó limburgi nyelv egyik tonális nyelvjárása, melyet a dél-hollandiai Norbik faluban beszélnek.

## Számjelölés
Az egyes és többes számú alakokat a következőképpen fejezik ki:
- 't knee (a térd) - de knee (a térdek)
- d'r berg (a hegy) - de berg (a hegyek)
- d'r daag (a nap) - de daag (a napok)
- d'r waeg (az út)- de waeg (az utak)
- 't paerd (a ló)- de paerd (a lovak)
- d'r wörm (a giliszta)- de wörm (a giliszták)
- d'r sjoon (a cipő) - de sjoon (a cipők), mae sjon (szép cipő) mae sjoon (szép cipők)
- äörm (a kar)) - de äörm (a karok)

## Azonos alakú szavak
A norbiki nyelvjárás tonális sajátosságából adódóan az alábbi szavak különböző hangsúllyal más jelentést hordoznak:
- d'r haos (torok) - de haos (tehenek)
- 't graaf (tartományfőnök) - d'r graaf (gróf, nemesi cím)
- de vief (öt) - vief (eleven, élénk)
- wies (igemód, szokás) - de wies (dallam, mód)
- de voor (barázda) - 't voor (táplálék)
- 't hoes (ház) - de hoes (tok, tartó)
- d'r tieën (lábujj) - tieën (tíz)
- d'r drieëj (fordulat) - drieëj (három)

## Példaszöveg
Tollas Tibor waor 'ne Hongaarse diechter. Oonder 't regime van de Hongaarse communiste haat e innige jaore vasgezaeëte in de gevangenis va Viségrad, same mit enige hoonderde aander intellectuele.
Tollas Tibor magyar költő volt. A magyar kommunista uralom alatt néhány évet a visegrádi fogságban töltött,  több más értelmiségihez hasonlóan.
(Forrás: A limburgi Wikipédia szócikke Tollas Tiborról)